# Мерго
Мерго (итал. Mergo) насеље је у Италији у округу Анкона, региону Марке.
Према процени из 2011. у насељу је живело 389 становника. Насеље се налази на надморској висини од 365 м.

## Становништво
Према резултатима пописа становништва 2011. у општини је живело 1.083 становника.
| 1936. | 1951. | 1961. | 1971. | 1981. | 1991. | 2001. | 2011. |
| ----- | ----- | ----- | ----- | ----- | ----- | ----- | ----- |
| 1.210 | 1.167 | 993   | 840   | 845   | 875   | 970   | 1.083 |